# Michael Mosley (acteur)
Michael Mosley (Cedar Falls, 16 september 1978) is een Amerikaans acteur.

## Biografie
Mosley heeft het acteren geleerd aan de American Academy of Dramatic Arts in New York waar hij studeerde van 1998 tot en met 2001.
Mosley is van 2010 tot en met 2013 getrouwd geweest met Anna Camp.

## Filmografie

### Films
Uitgezonderd korte films.
- 2020 aTypical Wednesday - als Randy
- 2019 Sister Aimee - als Kenny
- 2018 Peppermint - als Henderson
- 2017 A Crooked Somebody - als Bill Banning
- 2016 LBJ - als Kenny O'Donnell
- 2016 Dream Team - als Rick Johnson
- 2015 Other People's Children - als Josh
- 2015 Hot Pursuit - als rechercheur Dixon
- 2013 Autumn Wanderer – als Rick
- 2012 You're Nobody 'til Somebody Kills You – als rechercheur Francelli
- 2011 Restive – als Braker
- 2009 The Proposal – als Chuck
- 2008 The Accidental Husband – als Declan
- 2008 27 Dresses – als barman
- 2007 Goodbye Baby – als Kevin
- 2006 Alpha Mom – als Bob
- 2006 Bella – als Kevin
- 2006 The Insurgents – als James
- 2006 Room 314 – als David
- 2006 The Big Bad Swim – als Shawn
- 2005 Building Girl – als Nick
- 2005 Swimmers – als Mike Tyler
- 2004 Brother to Brother – als man in metro
- 2003 The Bog Creatures – als Nick Warren

### Televisieseries
Uitgezonderd eenmalige gastrollen.
- 2022 The Calling - als rechercheur Earl Malzone - 8 afl.
- 2022 The Girl from Plainville - als Joseph Cataldo - 5 afl.
- 2021 The Sinner - als Colin Muldoon - 8 afl.
- 2020 Next - als C.M. - 10 afl.
- 2019-2020 Criminal Minds - als Everett Lynch - 6 afl.
- 2019 Titans - als dr. Light - 4 afl.
- 2017-2018 Ozark - als Mason Young - 9 afl.
- 2017 Seven Seconds - als Joe 'Fish' Rinaldi - 10 afl.
- 2016 Fear the Walking Dead: Passage - als Colton - 3 afl.
- 2014-2015 Sirens – als Johnny – 23 afl.
- 2010-2015 Castle – als Jerry Tyson – 4 afl.
- 2012-2014 Longmire – als Sean Moretti – 7 afl.
- 2012-2013 Last Resort – als Hal Anders – 4 afl.
- 2012 30 Rock – als Scott Scottsman – 2 afl.
- 2011-2012 Pan Am – als Ted Vanderway – 14 afl.
- 2011 Justified – als Kyle Easterly – 3 afl.
- 2009-2010 Scrubs – als Drew Suffin – 13 afl.
- 2006-2007 Kidnapped – als Malcolm Atkins – 13 afl.
- 2001 The Education of Max Bickford – als Quincy – 3 afl.

- Biblioteca Nacional de España: XX5325151
- Bibliothèque nationale de France: cb166870293 (data)
- International Standard Name Identifier: 0000 0004 0885 4182
- Library of Congress Control Number: no2016102041
- Virtual International Authority File: 301762476
- WorldCat: E39PBJyCHg9mMkVVDvbRgbpHG3